# Thelotrema pachysporum
Thelotrema pachysporum är en lavart som beskrevs av Nyl. Thelotrema pachysporum ingår i släktet Thelotrema och familjen Graphidaceae.   Inga underarter finns listade i Catalogue of Life.